# 加拿大单曲榜
加拿大单曲榜（Canadian Singles Chart）是由总部设在美国的音乐销量追踪公司尼尔森音乐统计。该榜单于每周三生成，次日发布在Jam!的《Canoe》上。

## 历史
1996年11月，榜单最初发布时共列出200名（其中前50由Jam!发布）。但是，由于加拿大单曲市场的萎缩，现在音乐统计的榜单上只会列出前十（音乐统计的政策是，至少要售出10份拷贝才能列入它的单曲榜中）。
随着RPM停运，加拿大单曲榜于2000年11月20日开始运作。
2004年开始，由于数字下载的盛行，加拿大的单曲销量进一步锐减。因此加拿大销量数字并像过去那样反映真实的销量，许多单曲在榜单上会停留很长时间。2006年，许多加拿大冠军单曲只卖出不足200份拷贝。
2007年6月7日，《公告牌》杂志引入了自己的加拿大单曲榜，称为“加拿大百强单曲榜”。它是根据尼尔森音乐统计提供的数字下载单曲销量数据和尼尔森广播数据系统提供的电台听众水平综合得出的。